# Galeodes atrospinatus
Galeodes atrospinatus är en spindeldjursart som först beskrevs av Roewer 1941.  Galeodes atrospinatus ingår i släktet Galeodes och familjen Galeodidae. Inga underarter finns listade i Catalogue of Life.